# Suzannah Bianco
Suzannah Bianco (ur. 15 marca 1973 w San Jose) – amerykańska pływaczka synchroniczna, mistrzyni olimpijska.
W 1994 otrzymała złoty medal pływackich mistrzostw świata w konkurencji drużyn, rok później zaś w tej samej konkurencji została złotą medalistką igrzysk panamerykańskich. W 1996 uczestniczyła w igrzyskach olimpijskich w Atlancie, gdzie udało się zdobyć razem z innymi koleżankami z kadry złoty medal (Amerykanki uzyskały ostatecznie rezultat 99,720 pkt).